# Marie Syrovátková-Palečková
Marie Syrovátková-Palečková (4. nebo 5. prosince 1908 – ???) byla česká a československá politička Komunistické strany Československa a poválečná poslankyně Ústavodárného Národního shromáždění a Národního shromáždění ČSR.

## Biografie
Narodila se v rodině železničáře. Vychodila obecnou a měšťanskou školu. K roku 1946 se zmiňuje coby učitelka gymnastiky a bývalá politická vězeňkyně, bytem v Brně. V roce 1948 se uvádí bytem Brno-Nové Černovice.
V parlamentních volbách v roce 1946 byla zvolena poslankyní Ústavodárného Národního shromáždění za KSČ. Setrvala zde do konce funkčního období, tedy do voleb do Národního shromáždění roku 1948, v nichž byla zvolena do Národního shromáždění za KSČ ve volebním kraji Brno. V parlamentu zasedala až do srpna 1952, kdy rezignovala a nahradil ji Oldřich Svoboda.
Od roku 1949 zastávala post předsedkyně komise žen při Krajském výboru KSČ v Brně a na přelomu 40. a 50. let vedla z titulu své funkce střety s brněnským funkcionářem Otto Šlingem.